# Johnny i zmarli
Johnny i zmarli (tyt. oryg. Johnny and the Dead) – powieść Terry’ego Pratchetta adresowana do młodszych czytelników, wydana w 1993 roku. Druga część cyklu opowiadającego o przygodach Johnnyego Maxwella.
Johnny widzi zmarłych ludzi, co powoduje że jego przyjaciele zaczynają go podejrzewać o chorobę umysłową. Okazuje się, że Johnny widzi zmarłych, którzy proszą go o pomoc w misji ratowania cmentarza, który już niedługo ma zostać rozebrany. W tej sytuacji Johnny robi wszystko, by jego martwi przyjaciele nie stracili swojego domu.
W Polsce powieść została wydana przez Rebis w 1997 w tłumaczeniu Jarosława Kotarskiego.